# Louise-Marthe de Coigny
Louise-Marthe de Coigny, née Louise-Marthe de Conflans, est une aristocrate française, née à Paris le 4 octobre 1759, et morte dans la même ville le 12 septembre 1832.

## Biographie
Louise-Marthe de Conflans est la fille de Louis Henri Gabriel de Conflans, marquis d'Armentières (1735-1789), et de Antoinette Madeleine Jeanne Portail de Vaudreuil (1738-1818).
Louise-Marthe de Conflans d'Armentières s'est mariée le 21 février 1775 avec François-Marie-Casimir de Franquetot (1756-1816), marquis de Coigny, fils unique de François Henri de Franquetot (1737-1821), duc de Coigny et de Jeanne Olympe de Bonnevie de Vervins (1736-1757). La totalité de sa dot est estimée à 1 020 000 livres mais consistant pour l'essentiel par des promesses. De ce mariage sont nés :
- Jeanne-Françoise-Antoinette « Fanny » Franquetot de Coigny (1778-1807), qui a épousé Horace Sébastiani le 2 mai 1806 et meurt en couches à Constantinople le 5 mai 1807 après avoir donné naissance à une fille :
  -  Françoise Altarice Rosalba Sébastiani de La Porta, duchesse de Choiseul-Praslin par son mariage le 19 octobre 1824 avec Charles Laure Hugues Théobald de  de Choiseul-Praslin (1805-1847) qui l'assassine à coups de couteau le 17 août 1847,
- Augustin-Louis-Joseph-Casimir-Gustave de Franquetot (1788-1865), duc de Coigny, pair de France, marié en 1822 avec Henrietta Dundas Dalrymple-Hamilton (1801-1869), fille du baronnet Hew Dalrymple-Hamilton (1774-1834) et de Lady Jane Duncan (1778-1852), qui ont eu :
  - Jeanne Henriette Louise de Franquetot de Coigny (1824-1896), mariée en 1847 à John Dalrymple-Hamilton (1819-1903), 10e comte de Stair,
  - Georgina Jeanne Élisabeth Fanny de Franquetot de Coigny (1826-1910), mariée en 1852 avec Sidney William Herbert Pierrepont (1826-1900), 3e comte Manvers.

Louise-Marthe de Coigny est présentée à la cour le 11 juin 1780. Avant la Révolution, Louise-Marthe de Coigny est l'amie du duc de Lauzun qui lui déclare son amour pour elle. Elle sert de modèle pour la marquise de Merteuil dans Les Liaisons dangereuses. La banqueroute du prince de Rohan-Guéméné, beau-père de sa sœur Louis-Aglaé, a entraîné la ruine du duc de Lauzun et probablement des pertes pour la marquise de Coigny. La marquise de Coigny a alors pris ses distances avec la Cour et s'est rapprochée de l'opposition à la Cour menée par le duc d'Orléans. Elle est devenue une égérie des salons parisiens et s'est piquée d'anglomanie. Un des autres amoureux célèbres était Charles-Joseph Lamoral, 7e prince de Ligne qui lui écrit des lettres pendant son voyage en Crimée.
Elle est la cousine d'Aimée de Coigny, duchesse de Fleury, qui a servi de modèle pour le poème La Jeune Captive d'André Chénier.
Le début de l'année 1789 est d'abord marqué pour la marquise de Coigny par la mort de son beau-père. Pendant la Révolution française, la marquise de Coigny émigre en Angleterre en 1791, après la fuite de Varennes, sans amener avec elle ses enfants qu'elle avait confiés à sa mère, Madeleine Jeanne Portail. Elle vit alors séparée de son mari. C'est là que le comte d'Espinchal qui faisait partie de la Coalition d'Auvergne la rencontre en décembre 1792. Il en fait la description dans ces Mémoires d'émigration (p. 512) : « Elle est petite, ronde, sans tournure et sans grâce, mais d’une figure agréable. La voix enrouée, elle joint à beaucoup d’esprit naturel un grand fonds d’assurance et est très fréquemment impertinente. C’était une de nos plus galantes dames de la cour, donnant le ton à la belle jeunesse de ce pays, et se chargeant de mettre à la mode les plus agréables ». Louis de Bouillé rencontre la marquise de Coigny à Londres à la fin de décembre 1796. Il a une « douce et intime liaison » avec elle et précise « que personne n’exerça plus qu’elle l’empire fragile de la mode, qu’elle devait encore moins aux agréments de sa figure et aux avantages de sa position dans le monde qu’au charme et au tour original de son esprit. Elle s'en était fait une sorte de puissance qu'elle exerçait presque en souveraine sur la plus brillante société de Paris avant la Révolution, à tel point que la reine Marie-Antoinette n'en pouvait cacher sa jalousie qu'il en était résulté entre elles une véritable rivalité ».
Pendant les premières années de la Révolution, la marquise de Coigny s'était montrée favorable aux idées réformatrices de la monarchie. Louis de Bouillé note dans ses Souvenirs qu'« elle était ainsi beaucoup plus répandue dans le grand monde anglais que dans la société des émigrés français, où elle rencontrait d’anciennes animosités excitées en partie par la portée vive, trop juste et un peu acerbe de ses bons mots ». Elle rentre en France et elle est rayée de la liste des émigrés le 18 germinal an XI (8 avril 1803). Elle divorce de son mari le 17 fructidor an X (4 septembre 1802). Celui-ci ayant fait un recours contre ce divorce, il ne devient effectif qu'après un accord entre les deux parties passé le 6 prairial an XII (26 mai 1804).
En 1808, elle fait un voyage à Plombières en compagnie de Sarah Newton (1789-1850), petite nièce d'Isaac Newton, qui a écrit un livre sur ce voyage, Voyage à Plombières en 1808. Elle rapporte les conversations avec la marquise qui prend  la défense de l’empereur et de son régime. S'étant rallié à l'Empire, elle est reçue à la cour de l'empereur Napoléon qui connaissait sa réputation d'épistolière et pour ses réparties parfois acerbes. C'est à la cour de Napoléon qu'elle a fait la connaissance du général Horace Sébastiani à qui elle a accepté de lui donner sa fille Fanny en mariage. Dans son contrat de mariage, Fanny a reçu de son père la moitié du domaine normand du duché de Coigny, mais sa mère n'a aucun bien à lui transmettre. C'est en fait le général Sébastiani qui lui a constituée une rente annuelle de 12 000 francs. Chateaubriand raconte sa rencontre du général Sébastiani et de son épouse à Constantinople pendant son voyage de Paris à Jérusalem, en 1806. Madame Sébastiani meurt en couches à Constantinople en mettant au monde une fille, Françoise Sébastiani. L'enfant est amené en France avec une nourrice turque qui revient à Constantinople. Napoléon et Joséphine sont ses parrain et marraine.
La plus grande partie des biens de la marquise de Coigny ont été aliénés pendant la Révolution. Dès son retour en France, elle va chercher à récupérer la plus grande partie de ses biens. En 1812, elle acquiert la ferme du Buisson (101 hectares). En 1816, elle reprend possession du château du Buisson, centre du domaine ancestral de Brécy. À la mort de sa mère, Madeleine Jeanne Portail, en 1819, elle a hérité du domaine de Vaudreuil. En 1820, elle achète à sa sœur la moitié des bois de la succession paternelle (155 hectares). En 1824, c'est l'achat de la ferme de Vaux à Loupeigne (149 hectares) et de la ferme du Soleil à Coincy (93 hectares). En 1828, l'État lui accorde une rente annuelle de 3 151 francs. L'année suivante, elle achète la ferme de l'ancienne abbaye du Charme à Grisolles (255 hectares). Deux jours avant sa mort, elle acquiert auprès de l'État le bois de Coincy. En un peu plus de vingt ans, la marquise de Coincy a réussi à reconstituer un domaine de près de (1 500 hectares) qui est évalué (1 800 000 francs) à son décès.
Louise-Marthe de Coigny est morte dans son hôtel de la rue de la Ville-l'Évêque qu'elle avait acheté en 1815, victime de l'épidémie de choléra qui sévissait alors à Paris. Elle est inhumée au cimetière de Montmartre division 30.
Dans la notice nécrologique publiée le 15 septembre 1832, Le Moniteur universel écrit : « Âgée de soixante-douze ans, Mme de Coigny avait vu tout ce que l’ancienne cour renfermait de plus éclatant, tout ce que notre révolution avait révélé d’illustrations nouvelles », et dans ses Mémoires, le maréchal de Castellane a précisé : « Mme la marquise de Coigny, morte du choléra, laisse à ses héritiers une très grosse fortune. Dans le sommier du lit sur lequel elle est morte, on a trouvé 200 000 francs en or, très soigneusement cachés, plus la ceinture qu’elle portait lors de son émigration, pleine des mêmes pièces qu’elle en avait rapportées. Ce trésor avait été caché, dit-on, par la défunte, dans la prévision où elle serait forcée à une seconde émigration, par suite de la Révolution de juillet ».

## Publications
- Lettres de la marquise de Coigny et de quelques autres personnes appartenant à la société française de la fin du XVIIIe siècle : publié sur les autographes avec notes et notices explicatives par Paul Lacroix, Paris, imprimerie de Jouaust et Sigaux, 1884 (lire en ligne)
- Lettres et papiers de Louise de Conflans, marquise de Coigny, (lire en ligne), ms. NAF 14816

### Liens annexes
- Notices d'autorité :   - VIAF
  - ISNI
  - BnF (données)
  - IdRef
- geneanet : Louise Marthe de Conflans d'Armentières